# 2014 års mänskliga kedja för Baskiens bestämmanderätt

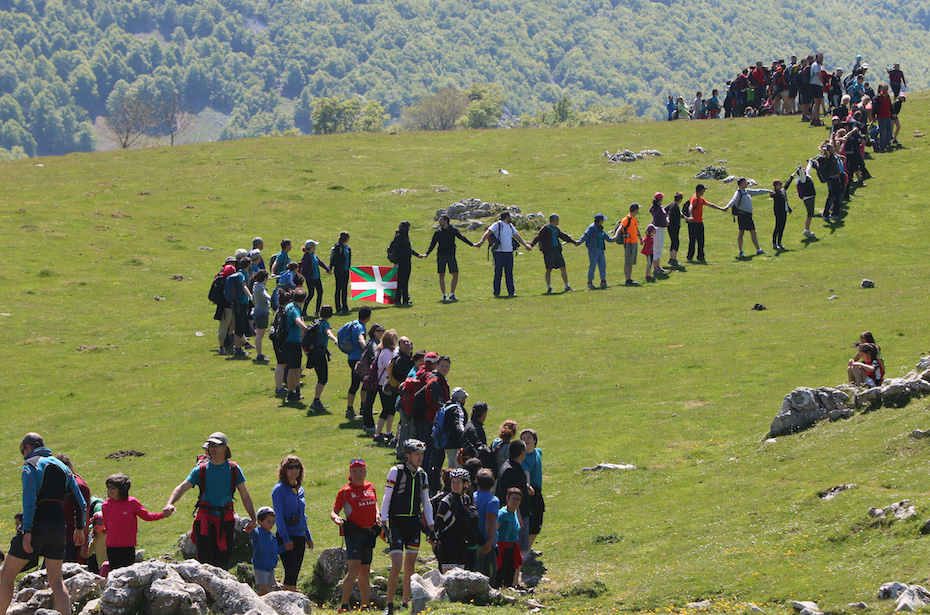
Den mänskliga kedjan på berget Urbia i Gipuzkoa

2014 års mänskliga kedja för Baskiens bestämmanderätt var en 123 kilometer lång mänsklig kedja som bildades genom Baskien den 8 juni 2014 med krav om folkomröstning om områdets förhållandet till Spanien och Frankrike. Över 100 000 personer deltog i kedjan som anordnades av organisationen Gure Esku Dago ('det ligger i våra händer' på baskiska). Kedjan sträckte sig från Durango i Bizkaia till Navarras huvudstad Pamplona. Demonstrationen var inspirerad av den katalanska vägen, den mänskliga kedja som bildades 2013 för Kataloniens självständighet från Spanien.
Representanter från flera olika sammanslutningar deltog i demonstrationen, bl.a. från partierna EAJ-PNV, Bildu och PSOE (de regionala avdelningarna PSE-EE och PSN) samt fackföreningarna ELA, LAB och CCOO.